# Banijay Productions
B-Prod (ex ALJ puis Banijay Productions) est une société de production audiovisuelle française créée en 2008 par Alexia Laroche-Joubert et Lionel Vialaneix.
B-Prod produit de nombreux programmes pour la télévision française, comme la franchise Les Ch'tis sur W9 ou Une Saison au Zoo sur France 4. Elle est également connue pour l'adaptation française de succès internationaux tels que Le Maillon Faible ou Popstars.
La société est dirigée depuis 2018 par Florence Fayard.
B-Prod appartient au groupe international Banijay Group.

## Productions

### En cours de production
- Tout le monde a son mot à dire (2017-)
- Les Marseillais vs le Reste du monde (2017-2023)
- Moundir et les Apprentis Aventuriers (2016-2019, depuis 2022-)
- Les Cinquante (2022-)

### Productions en attente
- Intervilles (Saison 25) en production

### Productions passées
- Popstars (2013)
- Le Maillon Faible (2014-2015)
- L'Œuf ou la Poule ? (2014-2017)
- Les Ch'tis (2011-2014)
- L'Île de la tentation (Saison 9) (2019)
- Les Marseillais (2012-2022)
- Le Reste du Monde (2021-2022)
- Une saison au zoo (2014-2022)
- Les Ch'tis vs les Marseillais
- Les Marseillais et les Ch'tis vs le Reste du monde
- Mission plus-value
- Testé sous contrôle médical
- 5 salons qui décoiffent
- Recherche dans l’intérêt des familles
- Panique pas papa !
- Veto Junior